# Station Kontich-Nieuwe Lei
Het station Kontich-Nieuwe Lei was een spoorwegstation of stopplaats op de vroegere spoorlijn 27B (Weerde - Antwerpen-Zuid) in de gemeente Kontich tussen het station Wilrijk-Molenveld (open tot 1919) en het station Waarloos. In tegenstelling van het huidige station Kontich-Lint lag dit station aan de zuidwestkant van Kontich. De Nieuwe Lei was de oude benaming van de huidige Rubensstraat. De halte aan de Nieuwe Lei werd in dienst genomen in 1907 bij de invoering van reizigersverkeer langs lijn 27B, ook aangeduid als de diepe route, uit dienst gesteld in 1914, terug geopend rond 1920 en definitief gesloten en ontmanteld in 1929. Vervolgens werd Kontich-Nieuwe Lei vervangen door een nieuwe stopplaats, Kontich-Molenstraat, iets noordelijker aangelegd daar waar lijn 27B de Groeningenlei kruiste.